# Dharmacsakra

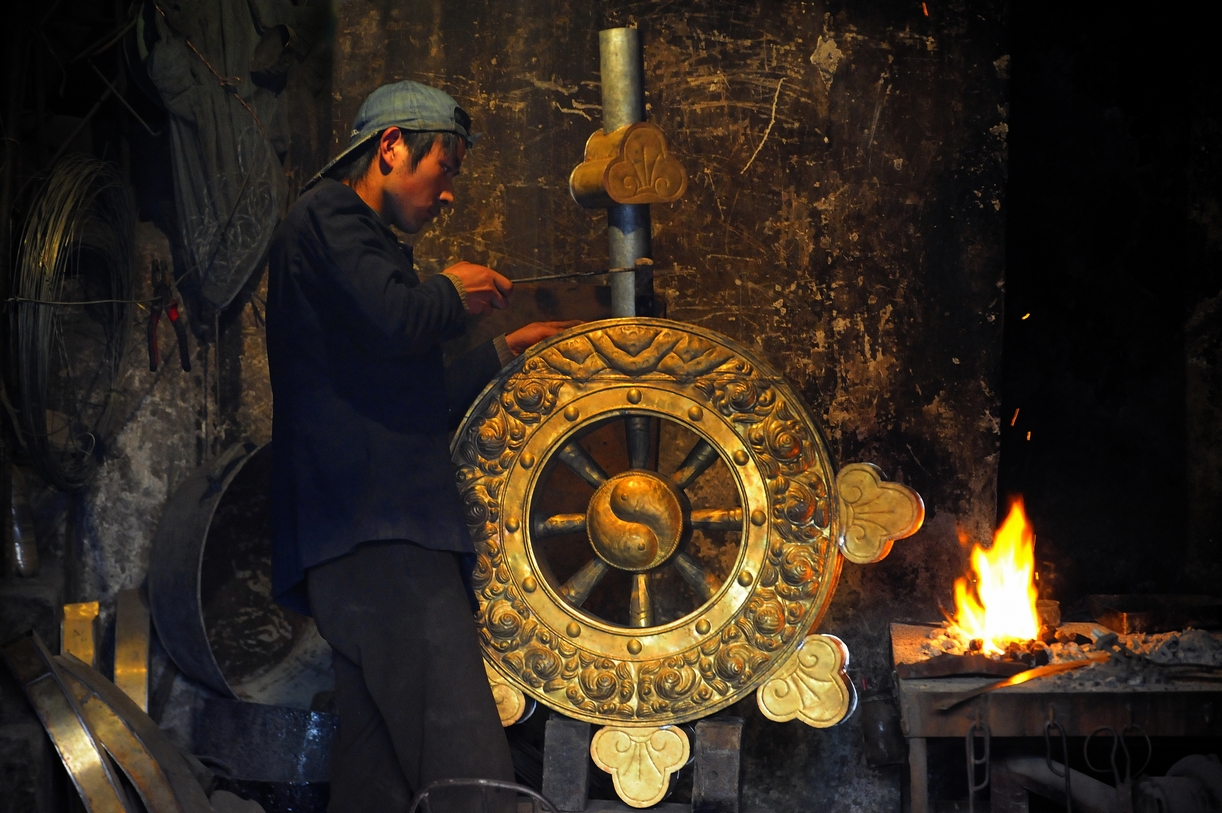
Dharmakereket készítő kézműves Xiningben.

A dharmacsakra (szanszkrit: धर्मचक्र; dharmacakra páli dhammacakka; tibeti: (chos kyi 'khor lo), burmai:ဓမ္မစကြာ, khmer: ធម្មចក្រ thomcsak(r), kínai: 法輪 - fălún, koreai: 법륜 pomnjun), melynek szó szerinti jelentése a "dharma kereke" vagy "sors kereke", az indiai buddhizmus korai időszaka óta a Gautama Buddha megvilágosodáshoz vezető tanításainak egyik szimbóluma. Hasonló szimbólum használatos a dzsainizmusban is. Az astamangala szimbólumok egyike.

## Története
A dharmacsakra szimbólumot általában egy nyolcküllős szekérkerékként (szanszkrit csakram) ábrázolják . Az indiai művészetben ez az egyik legkorábbi ismert buddhista szimbólum, amelyre már a nagy Asóka király idejéből is találni bizonyítékokat. A dharmacsakrát azóta is minden buddhista nemzet használja. Legegyszerűbb formáját világszerte tekintik a buddhizmus egyik szimbólumaként.

## Szimbolizmusa

A dharmacsakra egyszerűsített ábrázolása

A buddhizmusban — a páli kánon, Vinaja-pitaka, Khandhaka, Mahávagga, Dhammacsakkappavattana-szutta — a küllők számának különböző jelentése van:
- A 8 küllő a Nemes nyolcrétű ösvényt ábrázolja (Arija magga).
- A 12 küllő a függő keletkezés 12 törvényét ábrázolja (Paticcsa-szamuppáda[5]).
- A 24 küllő a függő keletkezés 12 törvényét és a függő elmúlás törvényét ábrázolja (Paticcsa-szamuppáda).
- A 31 küllő a világ 31 létsíkját ábrázolja (11 az érzéki világban, 16 a forma-világban és 4 forma nélküli világban).

A dharmacsakra egyéb részeinek is van jelentése:
- A teljes köralak (csakra) a dharma-tanítások tökéletességét fejezi ki
- A kerék agya a fegyelmet jelenti, amely elengedhetetlen a meditáció gyakorlata során
- A küllőket tartó abroncs az éberségre vonatkozik

## A kerék többszöri megforgatása

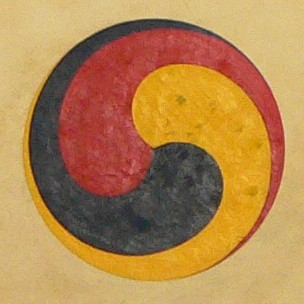
Gankjil, az örömkerék.

A mahájána iskolák a buddhista tanításokat különböző, egymást követő fejlődési szintekbe sorolják. Ezeket a stádiumokat nevezik a dharmacsakra "megforgatásainak" (dharmacsakra-pravartana).
A buddhisták egyetértenek abban, hogy az számít legelső forgatásnak, amikor Buddha az öt aszkétnak adott tanítást a Szárnáth melletti őz ligetben. Erre emlékezve a dharmacsakra mindkét oldalát olykor őzekkel díszítik.
A théraváda buddhizmusban csupán ez az egy kerék fordulat létezik. Nem tekintik fordulatnak a későbbi buddhista tan fejlődéseit, amelyek nem szerepelnek a páli kánonban.
Más buddhista iskolák, mint a mahájána vagy a vadzsrajána több "forgatást" is elismernek. Ezek pontos meghatározása azonban különbözik. Az egyiknél a dharmacsakra első megforgatása Buddha eredeti tanítását jelenti, elsősorban a négy nemes igazságot. A második forgatásnak a bölcsesség tökéletesítésének szútráját tekintik, amely a mahájána buddhizmus egyik fő szövege. A harmadik forgatást a Mahávairócsana szútra jelenti, amely a tantrikus buddhizmus egyik alapszövege.
Más iskoláknál a dharmacsakra második megforgatása az abhidharma, a harmadik a mahájána bölcsesség tökéletesítése szútrák, és a negyedikbe tartoznak a jógácsára szútrák és a Tathágata-garbha szútrák.

## Egyéb használata
Az Unicode nemzetközi szabvány a dharmacsakrát dharmakeréknek nevezi és nyolcküllős formában jeleníti meg: U+2638 (☸).
Mongólia címerében megtalálható a dharmacsakra egyéb más buddhista jelekkel együtt, mint például a lótus virág, a csintamani drágakő, a kék khata sál és a speciális Szojombo szimbólum.
Bhimrao Ambedkar ajánlását követően a buddhista dharmacsakrát felvették az új indiai nemzeti lobogóra.
A Himalájában élő szikkimek lobogója tartalmazza a dharmacsakrát.
A thai emberek buddhista zászlóként használnak egy sárga lobogót, amin piros dharmacsakra szerepel.

widths=200px
Mongólia címerében szerepel a dharmacsakra, a Csintamani, a lótusz virág, a kék khata és a Szojombo
Srí Lanka címerében kék dharmacsakra szerepel
India zászlajának közepén szerepel az "Asóka csakrája"
A szikkimek zászlaján a dharmacsakra egyik formája szerepel.
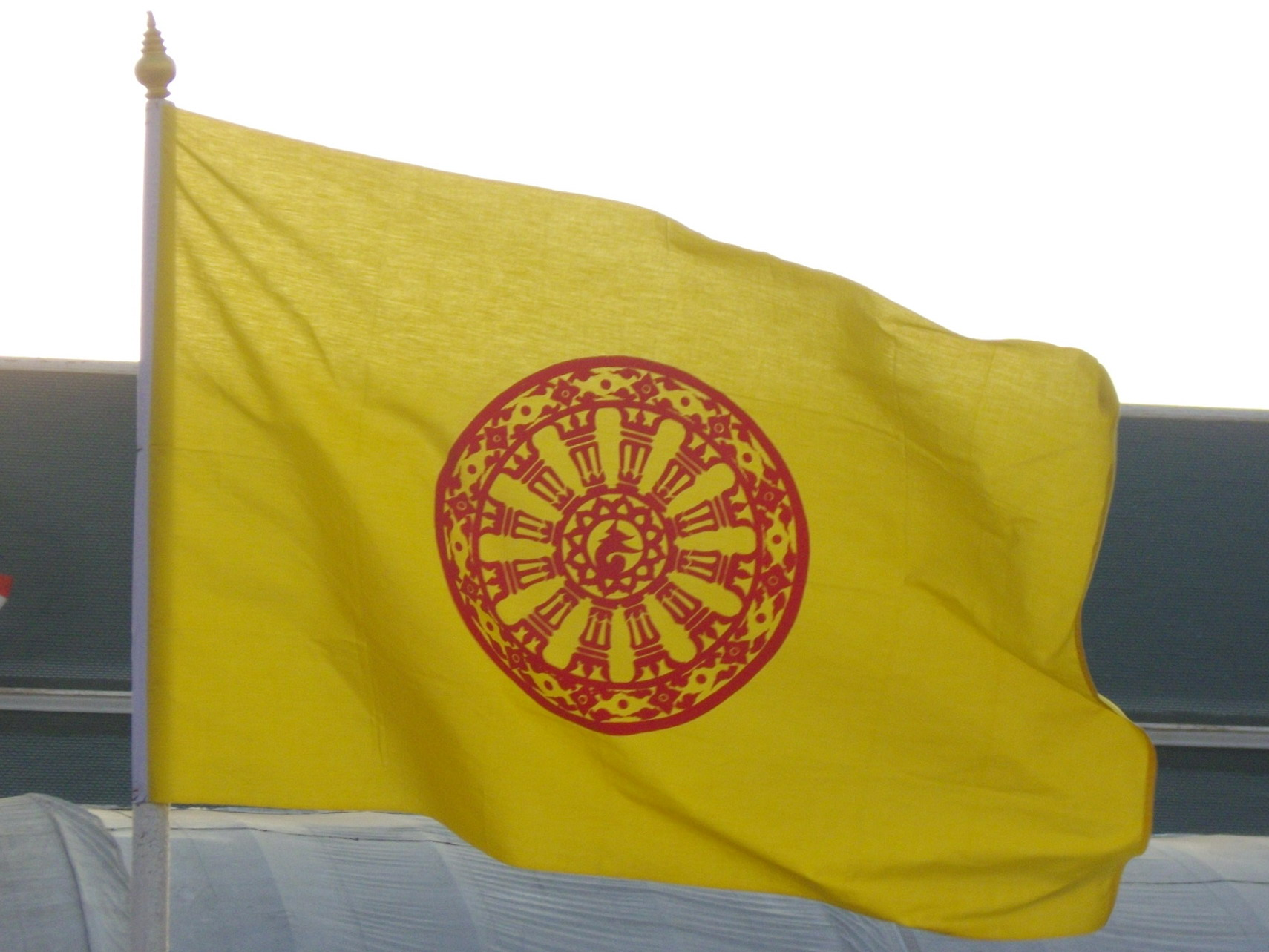
Dharmacsakra zászló, a buddhizmus szimbóluma Thaiföldön.
Thammacsak (Dharmacsakra) pecsét, a thaiföldi Thammasat Egyetem pecsétje
Tibet címerében is szerepel egy egyedi, tibeti dharmacsakra ábrázolás, melyet két hóoroszlán tart.